# 泰爾多皮奧河

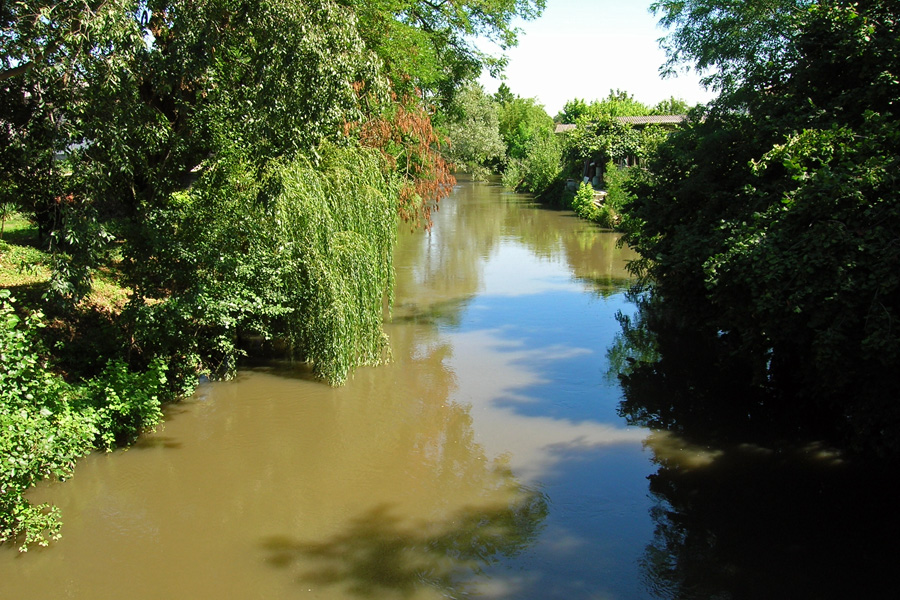

泰爾多皮奧河是意大利的河流，河道全長86公里，流域面積515平方公里，平均流量每秒3.7立方米，發源自奧爾塔湖和馬焦雷湖之間的本寧阿爾卑斯山脈，在切拉諾分成兩條河，分別注入提契諾河和波河。